# Aleksej Kasjanovič Antonjenko
Aleksej Kasjanovič Antonjenko (rusko Алексей Касьянович Антоненко), sovjetski general, vojaški pilot in letalski as, * 23. februar 1911, † 25. julij 1941.
Antonjenko je v svoji vojaški službi dosegel 10 samostojnih in 6 skupnih zračnih zmag.

## Življenjepis
Končal je pomorsko vojnoletalsko akademijo.
Nato je bil udeležen v sovjetsko-japonski mejni vojni leta 1939, v kateri je opravil 40 bojnih poletov in dosegel 6 skupnih zračnih zmag.
Sodeloval je tudi v zimski vojni kot pripadnik 13. lovskega letalskega polka Baltiške flote, a ni sestrelil nobenih sovražnikovih letal.
Med drugo svetovno vojno je bil sprva pripadnik starega polka, nato pa je bil premeščen k 5. lovskemu letalskemu polku Baltiške flote; opravil je 37 bojnih poletov in sestrelil 10 sovražnikovih letal.
25. julija 1941 je padel v boju.